# Виггерс, Карл Джон
Карл Джон Виггерс (англ. Carl John Wiggers; 28 мая 1883 — 28 апреля 1963) — американский физиолог, который внес большой вклад в изучение сердечно-сосудистой системы.
Член Национальной академии наук США (1951).
С 1949 по 1950 был 21-м президентом Американского общества физиологов.
Также он является автором известной схемы Виггерса.
В 1953 году он основал академический журнал «Исследование кровообращения» (Circulation Research), который редактировал в течение пяти лет.

## Публикации
- A Brief Text of Physiology (1914)
- Modern Aspects of the Circulation in Health and Disease (zwei Auflagen, 1915 und 1923)
- Pressure Pulses in the Cardiovascular System (1928)
- Principles and Practice of Electrocardiography (1929)
- Physiology in Health and Disease (fünf Auflagen, 1934–1949)
- Physiology of Shock (1950)
- Circulatory Dynamics (1952)
- Reminiscences and Adventures in Circulation Research (Autobiografie, 1958)